# 2020–2021-es olasz női labdarúgó-bajnokság (első osztály)
A 2020–2021-es olasz női labdarúgó-bajnokság első osztálya (hivatalos nevén: Serie A Femminile) tizenkét csapat részvételével 2020. augusztus 22-én indult és 2021. május 23-án zárul.
A bajnokságot az előző szezon címvédője a Juventus pontveszteség nélkül nyerte meg, az újonc San Marino Academy és a Pink Bari kiesett a másodosztályba.

## A bajnokság csapatai
A olasz női labdarúgó-bajnokság első osztályát tizenkét csapat részvételével rendezik. Az előző idényt félbeszakító koronavírus-járvány miatt a Serie B legjobb pontátlaggal rendelkező csapatai jutottak az első osztályba.
A Tavagnacco együttese 19 szezon után búcsúzott a legjobbak közül.

### Csapatváltozások
| Feljutott az első osztályba | Kiesett a másodosztályba |
| --------------------------- | ------------------------ |
| Napoli San Marino Academy   | Tavagnacco Orobica       |

### Csapatok adatai
| Klub           | Település     | Stadion                            | Férőhely | Vezetőedző           | 2019–20-as helyezés |
| -------------- | ------------- | ---------------------------------- | -------- | -------------------- | ------------------- |
| Empoli         | Empoli        | Centro Sportivo Monteboro          | 1 000    | Alessandro Spugna    | 8.                  |
| Fiorentina     | Firenze       | Stadio Gino Bozzi                  | 3 800    | Antonio Cincotta     | 2.                  |
| Florentia      | San Gimignano | Stadio Santa Lucia                 | 1 500    | Stefano Carobbi      | 5.                  |
| Internazionale | Milánó        | Centro Sportivo Giacinto Facchetti | 3 000    | Attilio Sorbi        | 7.                  |
| Juventus       | Torino        | Juventus Training Center           | 400      | Rita Guarino         | 1.                  |
| Milan          | Milánó        | Centro Sportivo Vismara            | 1 200    | Maurizio Ganz        | 3.                  |
| Napoli         | Nápoly        | Caduti di Brema                    | 4 000    | Alessandro Pistolesi | 1. SB               |
| Pink Bari      | Bitetto       | Stadio Antonio Antonucci           | 600      | Cristina Mitola      | 10.                 |
| Roma           | Róma          | Stadio Tre Fontane                 | 3 000    | Elisabetta Bavagnoli | 4.                  |
| San Marino     | San Marino    | Campo Sportivo Acquaviva           | 1 500    | Alain Conte          | 2. SB               |
| Sassuolo       | Sassuolo      | Stadio Enzo Ricci                  | 4 000    | Gianpiero Piovani    | 6.                  |
| Verona         | Verona        | Sinergy Stadion                    | 2 900    | Matteo Pachera       | 9.                  |

### Vezetőedző váltások
| Csapat | Távozó edző     | Ok           | Dátum              | Poz. | Érkező edző          | Dátum              |
| ------ | --------------- | ------------ | ------------------ | ---- | -------------------- | ------------------ |
| Napoli | Giuseppe Marino | menesztették | 2020. december 14. | 12.  | Alessandro Pistolesi | 2020. december 14. |

## Tabella
| #   | Csapat                 | M  | GY | D | V  | G+ – G– | GK  | P  | Megjegyzések                 |
| --- | ---------------------- | -- | -- | - | -- | ------- | --- | -- | ---------------------------- |
| 1.  | Juventus CV B          | 22 | 22 | 0 | 0  | 75–10   | +65 | 66 | Bajnokok Ligája (csoportkör) |
| 2.  | Milan                  | 22 | 16 | 3 | 3  | 47–17   | +30 | 51 | Bajnokok Ligája (1. forduló) |
| 3.  | Sassuolo               | 22 | 16 | 2 | 4  | 45–20   | +25 | 50 |                              |
| 4.  | Roma                   | 22 | 10 | 7 | 5  | 35–25   | +10 | 37 |                              |
| 5.  | Fiorentina             | 22 | 12 | 2 | 8  | 40–30   | +10 | 38 |                              |
| 6.  | Empoli                 | 22 | 9  | 4 | 9  | 47–40   | +7  | 31 |                              |
| 7.  | Florentia              | 22 | 9  | 3 | 10 | 25–37   | −12 | 29 | 1 pont levonva               |
| 8.  | Internazionale         | 22 | 7  | 4 | 11 | 31–44   | −13 | 25 |                              |
| 9.  | Verona                 | 22 | 6  | 3 | 13 | 16–33   | −17 | 21 |                              |
| 10. | Napoli Ú               | 22 | 3  | 5 | 14 | 22–38   | −16 | 14 |                              |
| 11. | San Marino Academy Ú K | 22 | 3  | 3 | 16 | 16–58   | −42 | 12 | Serie B                      |
| 12. | Pink Bari K            | 22 | 1  | 0 | 21 | 13–62   | −49 | 3  | Serie B                      |

Utolsó frissítés: 2021. május 23. 
Forrás: FIGC 
A rangsorolás alapszabályai: 1. összpontszám, 2. egymás elleni eredmények összpontszáma, 3. gólkülönbség, 4. szerzett gólok száma.
(B): Bajnokcsapat, (K): Kieső csapat, (F): Feljutó csapat, (I): Kupainduló, (R): A rájátszás győztese, (KGY): Kupagyőztes

Megjegyzések
A bajnokság 4. fordulójában megrendezett 1–1-re végződött Napoli–Internazionale mérkőzésen a Napoli nyilvántartási szabályszegést vétett, ezért az FIGC 0–3-as végeredménnyel az Inter javára ítélte a 3 pontot.

## Statisztikák

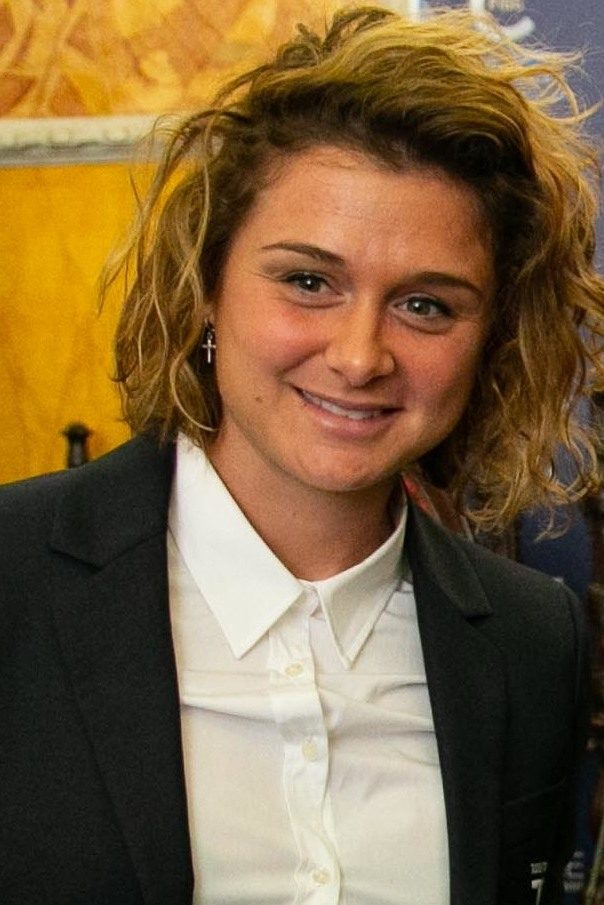
Cristiana Girelli megvédte gólkirálynői címét

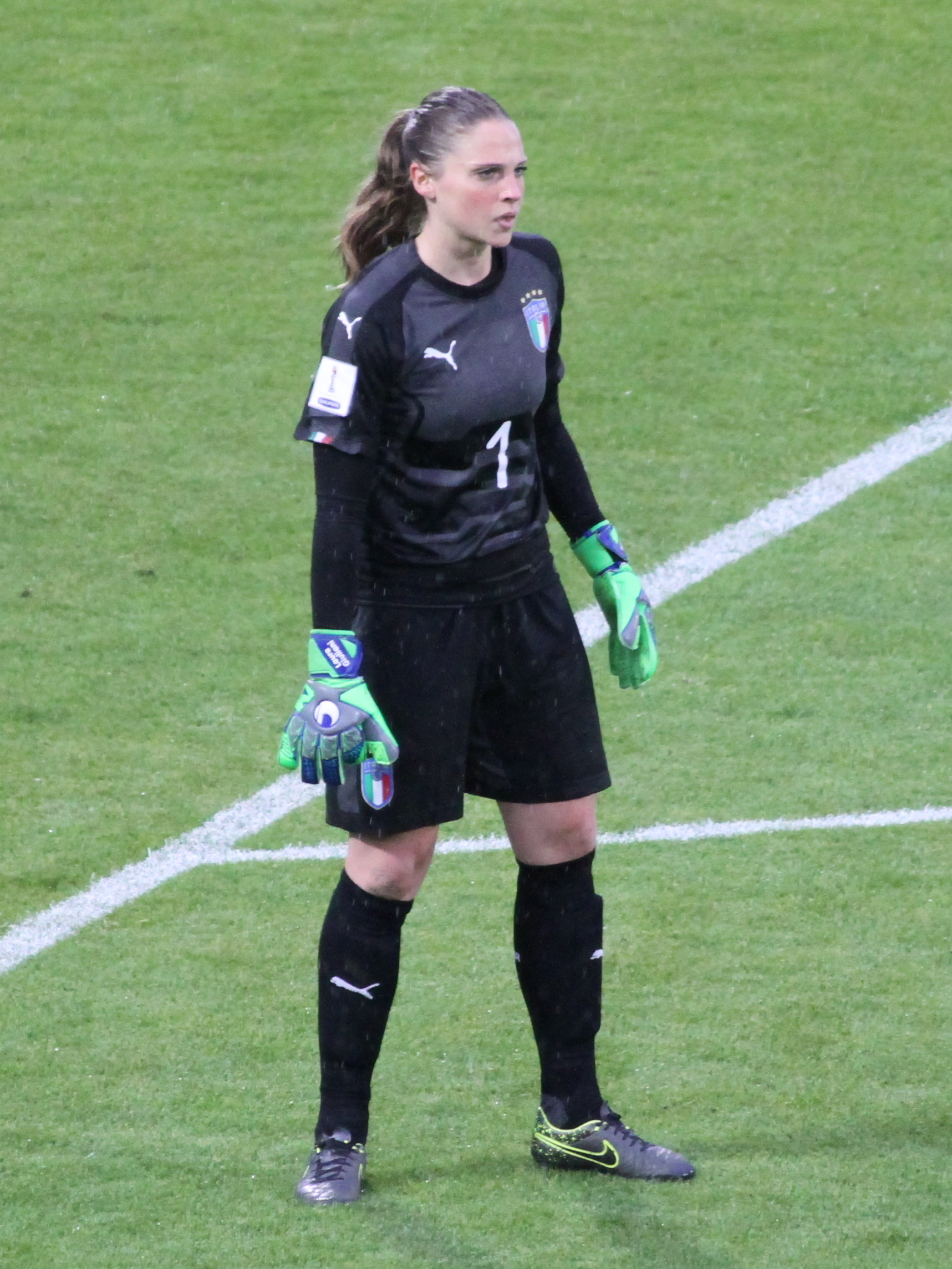
Laura Giuliani 13 mérkőzésen nem kapott gólt

| Gól | Név                     | Csapat         |
| --- | ----------------------- | -------------- |
| 22  | Cristiana Girelli       | Juventus       |
| 18  | Valentina Giacinti      | Milan          |
| 16  | Daniela Sabatino        | Fiorentina     |
| 12  | Haley Bugeja            | Sassuolo       |
| 12  | Natasha Dowie           | Milan          |
| 10  | Benedetta Glionna       | Empoli         |
| 10  | Valeria Pirone          | Sassuolo       |
| 9   | Sofia Cantore           | Florentia      |
| 9   | Kamila Dubcová          | Sassuolo       |
| 9   | Gloria Marinelli        | Internazionale |
| 9   | Annamaria Serturini     | Roma           |
| 8   | Raffaella Barbieri      | San Marino     |
| 8   | Barbara Bonansea        | Juventus       |
| 8   | Paloma Lázaro           | Roma           |
| 8   | Cecilia Prugna          | Empoli         |
| 8   | Andrea Stašková         | Juventus       |
| 7   | Arianna Caruso          | Juventus       |
| 7   | Sarah Huchet            | Napoli         |
| 7   | Lina Hurtig             | Juventus       |
| 7   | Elisa Polli             | Empoli         |
| 7   | Stefania Tarenzi        | Internazionale |
| 6   | Asia Bragonzi           | Verona         |
| 6   | Norma Cinotti           | Empoli         |
| 6   | Emelie Helmvall         | Pink Bari      |
| 6   | Melania Martinovic      | Florentia      |
| 5   | Michela Cambiaghi       | Sassuolo       |
| 5   | Valentina Cernoia       | Juventus       |
| 5   | Chanté Dompig           | Empoli         |
| 5   | Caroline Møller         | Internazionale |
| 4   | Arianna Acuti           | Empoli         |
| 4   | Andressa Alves          | Roma           |
| 4   | Sara Baldi              | Fiorentina     |
| 4   | Manuela Giugliano       | Roma           |
| 4   | Isotta Nocchi           | Napoli         |
| 4   | Jevdokija Popadinova    | Napoli         |
| 4   | Martina Tomaselli       | Sassuolo       |
| 3   | Haszegava Jui           | Milan          |
| 3   | Maria Alves             | Juventus       |
| 3   | Marta Mascarello        | Fiorentina     |
| 3   | Louise Quinn            | Fiorentina     |
| 3   | Linda Sembrant          | Juventus       |
| 3   | Giorgia Spinelli        | Milan          |
| 2   | Greta Adami             | Fiorentina     |
| 2   | Giulia Baldini          | San Marino     |
| 2   | Elisa Bartoli           | Roma           |
| 2   | Valentina Bergamaschi   | Milan          |
| 2   | Tatiana Bonetti         | Fiorentina     |
| 2   | Viola Brambilla         | San Marino     |
| 2   | Angela Caloia           | Empoli         |
| 2   | Eleonora Goldoni        | Napoli         |
| 2   | Christy Grimshaw        | Milan          |
| 2   | Ana Jelenčić            | Verona         |
| 2   | Silvia Leonessi         | Empoli         |
| 2   | Elena Linari            | Roma           |
| 2   | Ilaria Mauro            | Internazionale |
| 2   | Sara Mella              | Verona         |
| 2   | Tessel Middag           | Fiorentina     |
| 2   | Mihasi Mana             | Sassuolo       |
| 2   | Yesica Menin            | San Marino     |
| 2   | Elena Nichele           | Verona         |
| 2   | Sara Nilsson            | Florentia      |
| 2   | Sophie Junge Pedersen   | Juventus       |
| 2   | Luisa Pugnali           | Florentia      |
| 2   | Erika Santoro           | Sassuolo       |
| 2   | Flaminia Simonetti      | Internazionale |
| 2   | Sara Tamborini          | Milan          |
| 2   | Lindsey Thomas          | Roma           |
| 2   | Florin Wagner           | Florentia      |
| 2   | Annahita Zamanian       | Juventus       |
| 2   | Martina Zanoli          | Fiorentina     |
| 1   | Laura Agard             | Milan          |
| 1   | Federica Anghileri      | Florentia      |
| 1   | Marija Banušić          | Roma           |
| 1   | Eva Bartoňová           | Internazionale |
| 1   | Agnese Bonfantini       | Roma           |
| 1   | Stephanie Breitner      | Fiorentina     |
| 1   | Federica Cafferata      | Napoli         |
| 1   | Ilaria Capitanelli      | Pink Bari      |
| 1   | Elisa Carravetta        | Pink Bari      |
| 1   | Anna Catelli            | Internazionale |
| 1   | Despoina Chatzīnikolaou | Napoli         |
| 1   | Claudia Ciccotti        | Roma           |
| 1   | Lana Clelland           | Fiorentina     |
| 1   | Azzurra Corazzi         | San Marino     |
| 1   | Dominika Čonč           | Milan          |
| 1   | Julie Debever           | Internazionale |
| 1   | Aurora De Rita          | Empoli         |
| 1   | Paola Di Marino         | Napoli         |
| 1   | Tamar Dongus            | Florentia      |
| 1   | Emma Errico             | Napoli         |
| 1   | Claudia Ferrato         | Sassuolo       |
| 1   | Maria Filangeri         | Sassuolo       |
| 1   | Sara Gama               | Juventus       |
| 1   | Jenny Hjohlman          | Napoli         |
| 1   | Tuija Hyyrynen          | Juventus       |
| 1   | Refiloe Jane            | Milan          |
| 1   | Anna Knol               | Empoli         |
| 1   | Abigail Kofi Kim        | Fiorentina     |
| 1   | Serena Landa            | San Marino     |
| 1   | Miriam Longo            | Milan          |
| 1   | Matilde Lundorf         | Juventus       |
| 1   | Noemi Manno             | Pink Bari      |
| 1   | Giorgia Miotto          | Empoli         |
| 1   | Valeria Monterubbiano   | Sassuolo       |
| 1   | Debora Novellino        | Pink Bari      |
| 1   | Marta Pandini           | Internazionale |
| 1   | Francesca Papaleo       | Verona         |
| 1   | Angelica Parascandolo   | Pink Bari      |
| 1   | Cecilia Re              | Florentia      |
| 1   | Pia Rijsdijk            | Napoli         |
| 1   | Cecilia Salvai          | Juventus       |
| 1   | Rosella Sardu           | Verona         |
| 1   | Ludovica Silvioni       | Pink Bari      |
| 1   | Madison Solow           | Verona         |
| 1   | Francesca Soro          | Pink Bari      |
| 1   | Vanessa Susanna         | Verona         |
| 1   | Allyson Swaby           | Roma           |
| 1   | Linda Tucceri Cimini    | Milan          |
| 1   | Valery Vigilucci        | Fiorentina     |

| Öngól | Név             | Csapat     |
| ----- | --------------- | ---------- |
| 1     | Marthe Enlid    | Pink Bari  |
| 1     | Chiara Groff    | Napoli     |
| 1     | Alexandra Huynh | Napoli     |
| 1     | Giulia Montalti | San Marino |
| 1     | Erika Santoro   | Sassuolo   |

| Mérk. | Név                  | Csapat         |
| ----- | -------------------- | -------------- |
| 13    | Laura Giuliani       | Juventus       |
| 10    | Diede Lemey          | Sassuolo       |
| 9     | Mária Korenčiová     | Milan          |
| 7     | Francesca Durante    | Verona         |
| 6     | Camelia Ceasar       | Roma           |
| 4     | Chiara Marchitelli   | Internazionale |
| 4     | Katja Schroffenegger | Fiorentina     |
| 3     | Gloria Ciccioli      | San Marino     |
| 3     | Noemi Fedele         | Empoli         |
| 3     | Seraina Friedli      | Florentia      |
| 3     | Amanda Tampieri      | Florentia      |
| 3     | Sabrina Tasselli     | Napoli         |
| 1     | Selena Babb          | Milan          |
| 1     | Rachele Baldi        | Roma           |
| 1     | Alessia Capelletti   | Empoli         |
| 1     | Lia Lonni            | Florentia      |
| 1     | Paula Myllyoja       | Pink Bari      |
| 1     | Catalina Pérez       | Napoli         |